# Якоба Мартінес-Гарсія

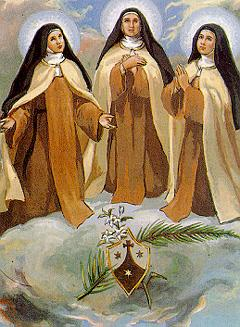
Гвадалахарські мучениці

Якоба Мартінес-Гарсія або Марія Пілар і Святого Франциска Борджіа (ісп. María Pilar de San Francisco de Borja; 1877, Тарасона — 1936, Гвадалахара) — блаженна римо-католицької церкви, черниця Ордену Босих Кармеліток, мучениця, одна з трьох гвадалахарських мучениць.

## Біографія
Якоба Мартінес-Гарсія народилася 30 грудня 1877 року в місті Тарасона провінції Сарагоса в Іспанії. На її духовний розвиток мав великий вплив рідний брат Хуліан, який був священником. Якоба допомагала йому у парафії в Тореясі, а потім — у Корейї в провінції Наварра, куди у листопаді 1891 року переїхала вся родина.
Скоро Якоба відчула покликання до харизми кармелітів, і, слідом за старшою сестрою Северианою, 12 жовтня 1898 року вступила в монастир Святого Йосифа в Гвадалахарі. Тут вона прийняла чернече вбрання і нове ім'я Марії Пілар і Святого Франциска Борджіа. 15 жовтня 1899 року, закінчивши новіціат, Марія Пілар склала чернечу обітницю. 
22 липня 1936 року монастир Святого Йосифа в Гвадалахарі був розпущений республіканською міліцією. Черниці організували таємну обитель, але вже 24 липня вони були змушені розсіятися. З благословення настоятельки Марія Пілар і Святого Франциска Борджіа, Марія Ангелів та Святого Йосипа і Тереза від Немовляти Ісуса і Святого Іоанна Хреста вирушили до якоїсь благочестивій жінці, яка була готова сховати їх. По дорозі черниці були захоплені групою міліціонерів.
Марія Пілар була поранена пострілом у живіт. Вона крикнула: «Слава Христу Царю! Господи, прости їм!», через що озвірілі міліціонери сильно побили літню черницю. Один з них, зглянувшись, привів її в центр Червоного Хреста, звідки її перенесли в лікарню. Тут, вмираючи, вона весь час повторювала: «Боже мій, прости їм, не відають, що творять!»

## Прославлення
10 липня 1941 року тіла сестер були виявлені і через два дні урочисто перенесені в монастир Святого Йосифа в Гвадалахарі. Папа Іоанн Павло II 29 березня 1987 року в соборі Святого Петра в Римі зарахував усіх трьох черниць до лику блаженних як мучениць, які постраждали під час громадянської війни в Іспанії (1936—1939).
День пам'яті — 24 липня.